# Donn Eisele
Donn Fulton Eisele (Columbus, 23 juni 1930 – Tokio, 2 december 1987) was een Amerikaans ruimtevaarder. Hij diende als piloot van de commandomodule tijdens Apollo 7.
Eisele’s eerste en enige ruimtevlucht was Apollo 7 en vond plaats op 11 oktober 1968. Het doel van de missie was voornamelijk het testen van de commandomodule en het testen van het koppelen tussen de module en de bovenste trap van de voor de lancering gebruikte Saturnus IB-raket. Er werd niet op de maan geland. Hij maakte tevens deel uit van de reservebemanning van Apollo 1 en Apollo 10.
In 1963 werd Eisele geselecteerd door NASA. In 1972 verliet hij NASA en ging hij als astronaut met pensioen. Hij overleed op 57-jarige leeftijd aan een hartinfarct tijdens een zakentrip in Tokio.
1. ↑  https://www.nasa.gov/sites/default/files/atoms/files/eisele_donn.pdf.
2. ↑  https://timesmachine.nytimes.com/timesmachine/1987/12/03/744687.html?pageNumber=58.